# Suradet Piniwat
Suradet Piniwat (สุรเดช พินิวัตร์, spesso traslitterato come Suradej Pinnirat), noto anche con lo pseudonimo di Bas (บาส, traslitterato anche in Bass) (Chiang Mai, 5 marzo 1999), è un attore e cantante thailandese, famoso in particolare per il ruolo di Wayo nella serie televisiva Duen kiao duen - 2Moons: The Series.
Dal 2017, insieme a quattro co-protagonisti di "Duen kiao duen - 2Moons: The Series", fa parte del gruppo musicale SBFIVE.

## Filmografia

### Televisione
- U-Prince Series - serie TV, 3 episodi (2017)
- Love Songs Love Series - serie TV (2017)
- Duen kiao duen - 2Moons: The Series - serie TV, 12 episodi (2017-in corso)
- Way Back Home - serie TV (2018)
- Cinderella Chef - serie TV (2018)

### Cortometraggi
- The Right One (2018)

## Discografia

### Singoli
- 2017 - Kon tummadah (Cover Version)
- 2018 - Kon tee chai... Mai taung plian arai gor chai yoo dee

#### SBFIVE
- 2017 - WHENEVER

## Premi e candidature
[[File:]]
Kazz Awards
- 2017 - Giovane preferito dell'anno
- 2018 - Nuovo attore (maschile)

Great Stars Social Super Star of The Year
- 2017 - Candidatura Coppa dell'anno con Itthipat Thanit

Line TV Awards
- 2018 - Migliore scena di bacio con Itthipat Thanit per Duen kiao duen - 2Moons: The Series[1]

sanook
- 2018 - Candidatura Miglior accoppiata con Itthipat Thanit

Attitude Magazine Awards
- 2018 - Stella nascente dell'anno[2]

Maya Awards
- 2018 - Candidatura Coppia di stelle preferita dal pubblico con Itthipat Thanit
- 2018 - Candidatura Stella maschile preferita dal pubblico